# Carla Dantas
Carla Dantas (Igreja Nova),  é uma política brasileira, filiada ao MDB. 
Nas eleições de 2022, foi eleita deputada estadual por AL.